# Baltā kāpa
Baltā kāpa, česky lze přeložit jako Bílá duna, je písečná duna s nadmořskou výškou 18 m. Nachází se nad řekou Inčupe a pláží, na pobřeží Rižského zálivu Baltského moře. Patří mezi přírodní a turistické zajímavosti městské čtvrti Pabaži přímořského letoviska Saulkrasti v kraji Saulkrasti (Saulkrastu novads) v Lotyšsku.

## Další informace
Baltā kāpa je strmý pobřežní útes na pravém břehu řeky Inčupe v jejím ustí do moře. Nabízí krásný výhled na moře, ústí řeky Inčupe a širokou pláž. V 17. až 19. století byla jižní část Saulkrasti odlesněna a písek byl větrem přemístěn a rozfoukán do větších kopců a takto vznikla Baltā kāpa. Duna podléhá přirozené erozi, kde například v roce 2018 se duna částečně zřítila vlivem působění řeky a moře. Název duny je odvozen od bílých vrstev ztvrdlého písku, které vizuálně připomínají pískovec. Vstupní brána duny představuje umělecké dílo - stylizovanou siluetu Baltā kāpa a podává také bližší informace o místě a pravidlech chování a je zde také vidět ježčí máma Frieda a zajíček Fredis. Turistická stezka je postavená v některých částech na dřevěných povalových chodnících a jsou zde také lavičky, vyhlídky a schody vedoucí až na pláž. Místo je celoročně volně přístupné. Parkování je na místě zdarma.

## Galerie

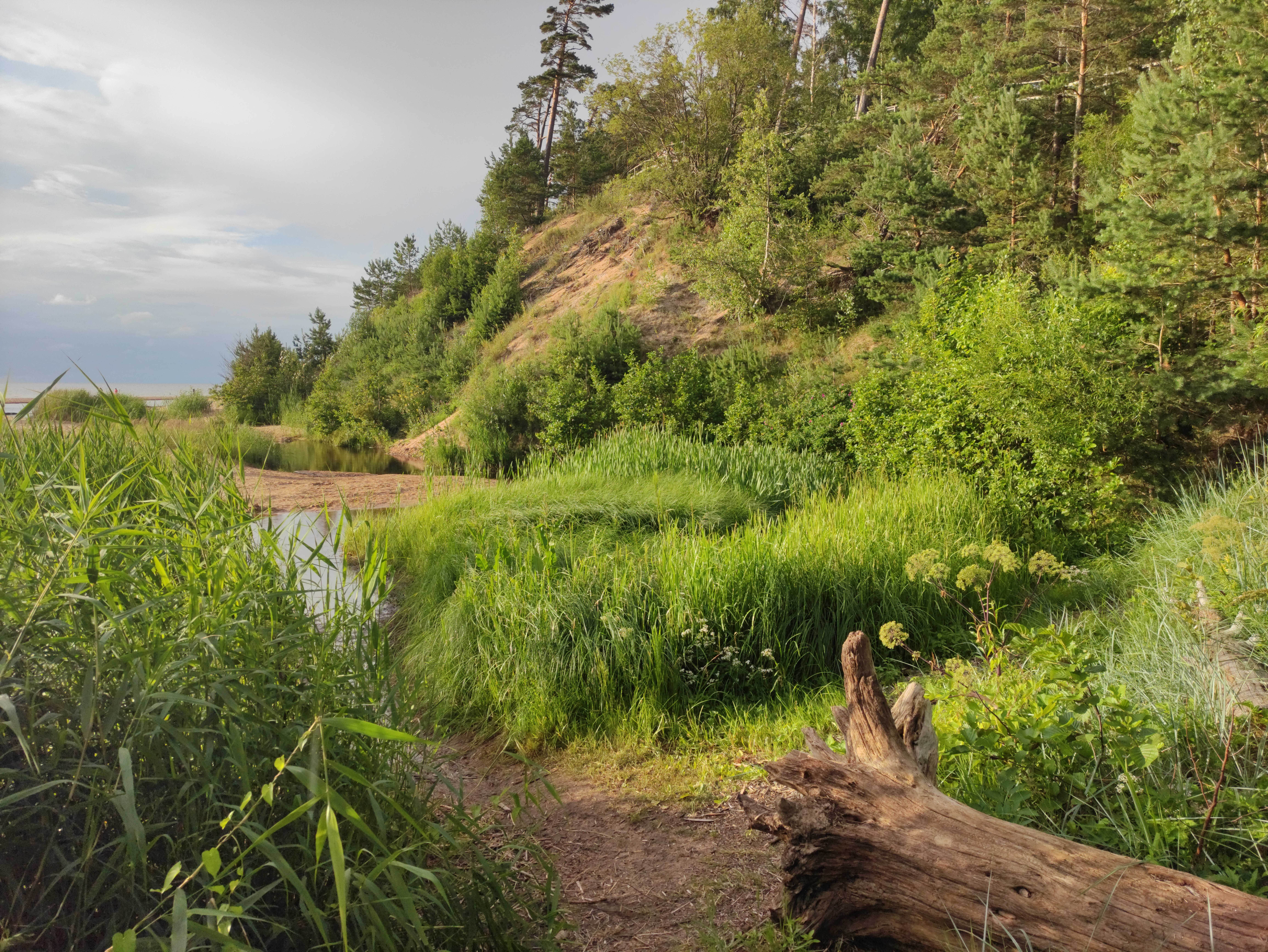
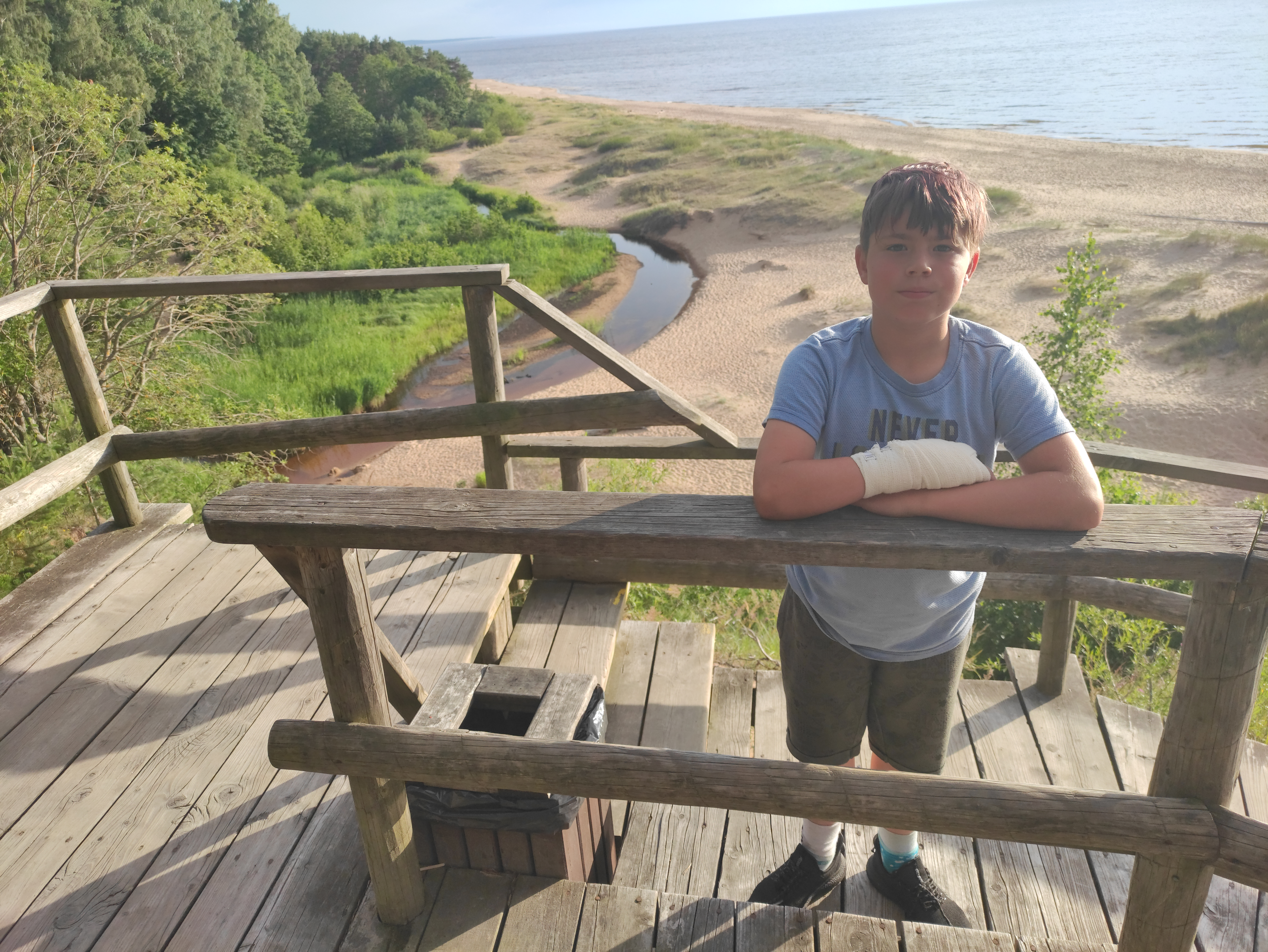
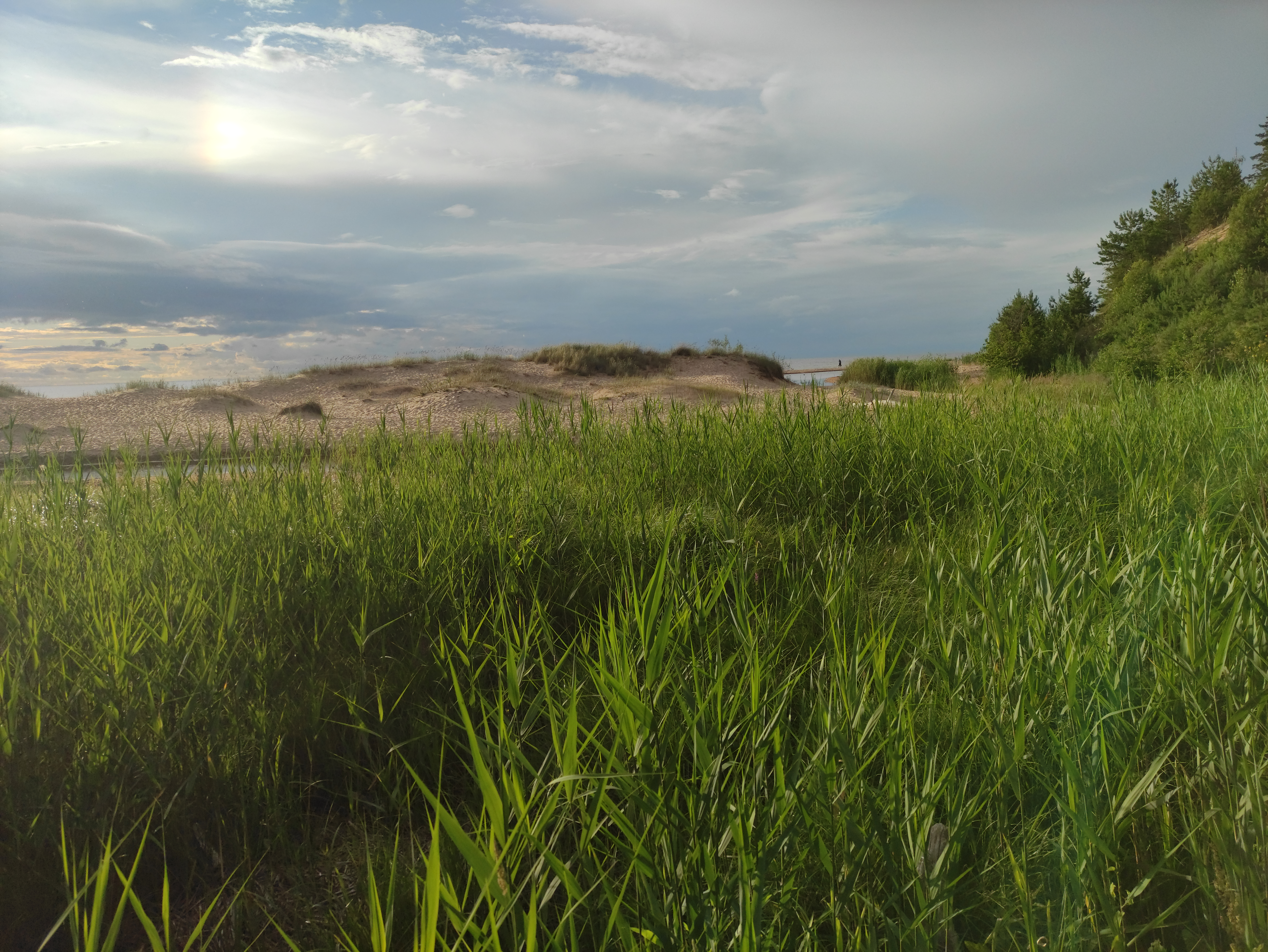
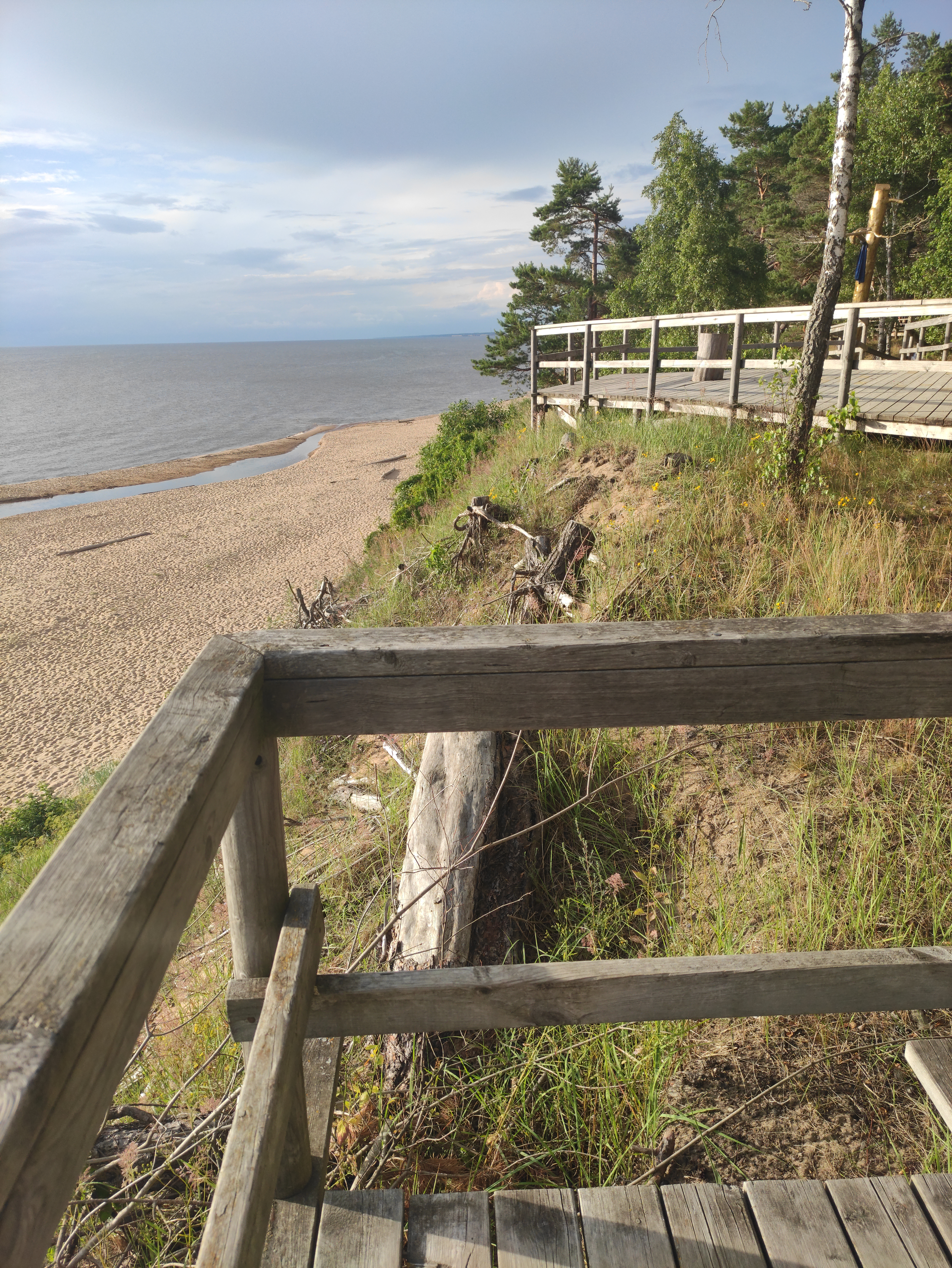
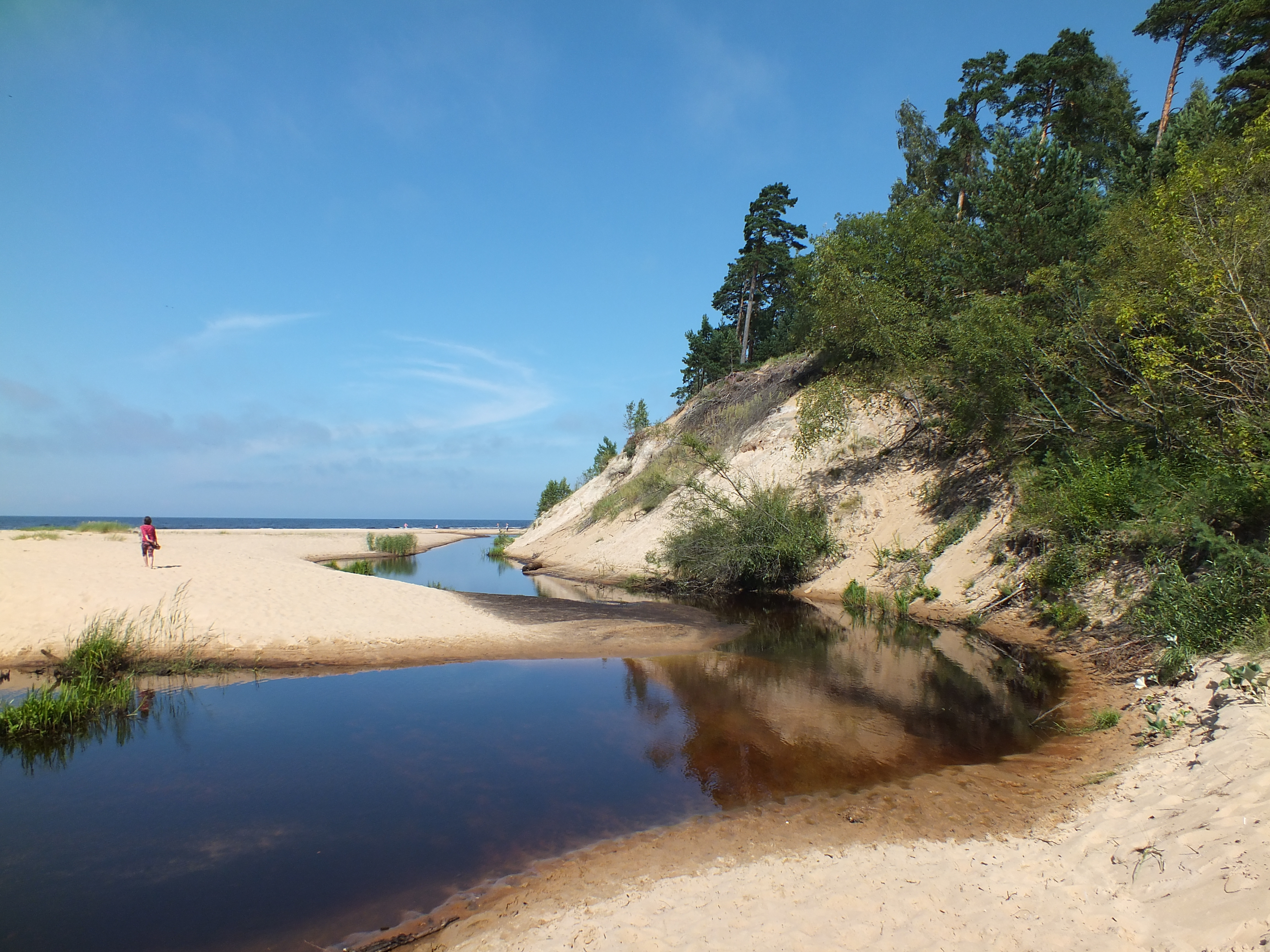